# Acre (flademål)
 For alternative betydninger, se Acre. (Se også artikler, som begynder med Acre)
Acre er en engelsk arealenhed = 0,40469 hektar.
- 1 acre = 4.046,9 m².
- 1 acre = (ca.) 100 x 100 danske alen = 10.000 kvadratalen.

## Historisk
En acre er en engelsk (angelsaksisk) ager. "Det franske ord for enheden er journal, afledt fra fransk: jour, dag; den tilsvarende enhed på tysk kaldes morgen eller tagwerk - altså en morgens arbejde eller et dagsværk."

Denne strimmel er ikke kvadratisk, men har en længde på een furlong og en bredde på een chain.
- 1 furlong = 10 chains.
- 1 chain = ca. 20 meter
- 1 furlong = ca. 200 meter

## Normannerne
Ifølge den store engelske fortegnelse over alt gods i England, Dommedagsbogen, fra 1086 regnede man med at det areal en bondegård skulle bruge var 120 acre, også kaldet en hide. Altså lidt under 50 hektar. Det anslås, at en hide var, hvad man kunne pløje med een hjulplov.[kilde mangler]
Det var ikke det hele, der blev pløjet, og med trevangsbrug lå en trediedel af det dyrkede areal brak.[kilde mangler]